# Cyathea arachnoidea
Cyathea arachnoidea là một loài dương xỉ trong họ Cyatheaceae. Loài này được Hook. mô tả khoa học đầu tiên năm 1865.
Danh pháp khoa học của loài này chưa được làm sáng tỏ. 